# رخا شارما
رخا شارما (انگلیسی: Rekha Sharma؛ زادهٔ ۱ ژانویه ۱۹۷۰) یک هنرپیشه اهل کانادا است.
از فیلم‌ها یا برنامه‌های تلویزیونی که وی در آن نقش داشته است می‌توان به ناوبر فضایی گالاکتیکا، ادیسون اشاره کرد.